# نیروی هوایی سودان
نیروی هوایی سودان (عربی: القوّات الجوّيّة السودانيّة، آوانگاری: Al-Quwwat al-Jawwiya As-Sudaniya) نیروی هوایی زیرمجموعه نیروهای مسلح سودان است، که فعالیت خود را از سال ۱۹۵۶ آغاز کرد.